# Tomasz Franciszek Sabaudzki-Carignano
Tomasz Franciszek Sabaudzki książę Carignano (wł. Tommaso Francesco di Savoia, Principe di Carignano, fr. Thomas Francois de Savoie, Prince de Carignan; ur. 21 grudnia 1596, zm. 22 stycznia 1656) – włoski generał, założyciel gałęzi Sabaudzkiej-Carignano dynastii sabaudzkiej, która panowała jako królowie Sardynii od 1831 do 1861 roku, i jak królowie Włoch od 1861 do zdetronizowania w 1946 roku.

## Tło
Urodził się w Turynie, Tomasz był najmłodszym z pięciu prawowitych synów suwerena księcia Karola Emanuela I, księcia Sabaudii i jego żony Katarzyny Michaliny Habsburg, córki króla Hiszpanii Filipa II i francuskiej księżniczki Elżbiety Walezjuszki. Jego matka zmarła w rok później. Będąc ciągle młodym człowiekiem, Tomasz walczył w służbie króla Hiszpanii we Włoszech.
Chociaż w poprzednich panowania, młodsi synowie otrzymali bogate apanaże w Szwajcarii (region Genewy, Vaud), Włoszech (Aosta), i Francji (Nemours, Bresse), sabaudzcy książęta uznali, że to uniemożliwia im samym powiększanie włości,prowadzi do wewnątrz-dynastycznych sporów i regionalnych secesji. Nie tylko Tomasz miał starszych braci, był jednym z dwudziestu jeden uznanych dzieci Karola Emmanuela. Przy tym tylko dziewięć z nich pochodziło z prawego łoża, pozostałe, będąc potomstwem owdowiałego księcia z szlacheckimi kochankami, wydaje się, że zostały hojnie obdarzone lub uposażone za życia ojca.
Lenno Carignano należał do Sabaudów od 1418, było częścią Piemontu, w odległości zaledwie dwudziestu kilometrów na południe od Turynu, co oznaczało, że mogło być „księstwem” dla Tomasza tylko z nazwy, nie zapewniając niezależności, ani istotnych dochodów. Zamiast otrzymania istotnego spadku, Tomasz ożenił się w 1625 roku z Marią Burbon, siostrą i współ-dziedziczką Ludwika Burbon-Soissons, który został zabity w 1641 za podżeganie do buntu przeciwko kardynałowi Richelieu.

## Francja
W przewidywaniu tego dziedzictwa Tomasz i Maria nie osiedlili się w stolicy brata – Turynie, ale zamieszkali w Paryżu, gdzie Maria cieszyła się wzniosłym tytułem księżnej krwi, będąc kuzynką drugiego stopnia króla Ludwika XIII. Zdecydowano, że Tomasz, jako syn panującego monarchy, będzie miał rangę pierwszego wśród książąt cudzoziemców przy francuskim dworze – mając pierwszeństwo nawet przed niegdyś wszechmocnym domem Gwizjuszy, których pokrewieństwo z suwerennym księciem Lotaryngii było bardziej odległe. Został mianowany Grand Maitre królewskiego domu, krótko zastępując zdradzieckiego Wielkiego Kondeusza. Zatrudnił wybitnego gramatyka i dworzanina Claude Favre de Vaugelas jako nauczyciela dla swoich dzieci.
Perspektywa Marii na ewentualne odziedziczenie szwajcarskiego księstwa Neuchâtel, w pobliżu Sabaudii, upadła w 1643 roku przez decyzję króla o legitymizacji Ludwika Henryka Burbon, kawalera z Soissons (1640-1703), syna brata Marii. To powstrzymało zmianę wpływów francuskich na sabaudzkie w tym regionie, ale zostawiło Tomasza z tylko trochę więcej niż pustym tytułem „księcia Carignano”. Maria ostatecznie odziedziczyła główną posiadłość jej brata we Francji, w hrabstwie Soissons, ale było to traktowane jako apanaż dla francuskiej gałęzi rodziny. Po Tomaszu, najstarsza gałąź jego potomków powróciła do Sabaudii, na przemian wychodząc za mąż za francuskie, włoskie i niemieckie księżniczki

## Publiczna kariera

### Pierwsze kroki i służba dla Hiszpanii

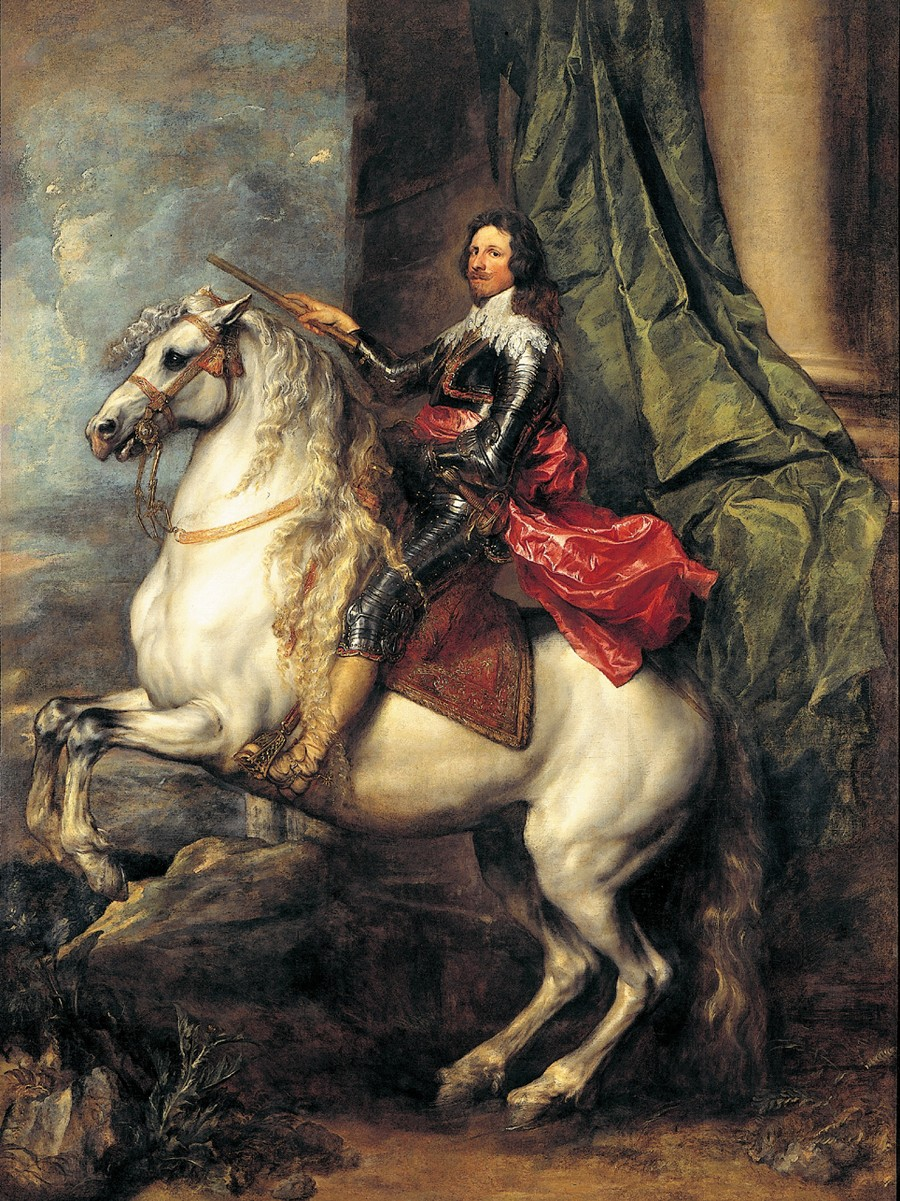
Antoni van Dyck. Tomasz Franciszek, książę Carignano

Pierwsza zarejestrowana przez Tomasza służba jako dowódcy w piemonckiej armii jego ojca przypada na czas wojny przeciwko Francji w 1630 roku (patrz wojna o sukcesję mantuańską). Prawdopodobnie w tym czasie poznał Mazarin, który (choć jego pozycją społeczna było dość skomplikowana), w 1630-32 faktycznie był francuskim agentem na piemonckim dworze. Kiedy nowy książę Wiktor Amadeusz I był zmuszony zgodzić się na francuską okupację Pinerolo (Pokój w Cherasco, 26 kwietnia 1631, i związane z nimi tajne umowy, zrealizowane w 1632), co spowodował powszechne niezadowolenie w Piemoncie, Tomasz, ze swoim bratem Maurycym, postanowili przyłączyć się do Hiszpan, w związku z czym Wiktor Amadeusz skonfiskował ich dochody. (Dokładna data przeprowadzki jest nieznanej, ale, prawdopodobnie, 1632, na pewno, nie później niż w 1634.) Chociaż mile przyjęty przez Hiszpan w związku z tym, że był spokrewniony z francuską i hiszpańską rodziną królewską, Tomasz nie cieszył się do końca ich zaufaniem, i musiałem wysłać żonę i dzieci do Madrytu jako zakładników.
Hiszpanie, w czasie wybuchu pewności siebie, po niespodziewanym zwycięstwie pod Nordlingen w 1634 roku, zaplanowali duże operacje w Niemczech celem zakończenia wojny z protestantami tam i w Holandii; częścią planu było dowodzenie przez Tomasza armią w Westfalii, pod ogólnym dowództwem kardynała-infanta Ferdynanda, brata Filipa IV. Nic z tego nie wyszło, ale w 1635 r., kiedy Francja wypowiedziała wojnę Hiszpanii (wojna francusko-hiszpańska 1635-59), Tomasz służył pod dowództwem Ferdynanda w hiszpańskich Niderlandach: otrzymał dowództwo nad małą armią (ocenianą na 8.500 lub 13.000 żołnierzy) wysłaną przeciwko wojskom francuskim, które weszły do Luksemburga, otrzymał rozkazy albo obserwowania ich albo uniemożliwienia im połączenia się im z armią holenderską. W dniu 22 maja 1635 w Les Avins, na południe od Huy, na terenie ówczesnego biskupstwa Liège, został całkowicie rozbity i jego armia całkowicie zniszczona, żołnierze zginęli, dostali się do niewoli lub zostali rozproszeni – pierwsza porażka w jego karierze wojskowej. Udało mu się zmobilizować resztki w Namur, a następnie wycofać się przed przeważającymi liczebnie francuskimi i holenderskimi siłami; i najprawdopodobniej, przez resztę kampanii służył pod Ferdynandem. W końcu roku, uchodźca Karol IV, książę Lotaryński przybył do Brukseli i spotkał się z Tomaszem; oni, być może, stworzyli wspólny dwór, a Tomasz, oczywiście, brał udział w rycerskich turniejach, organizowanych przez księcia. (W tej francusko-hiszpańskiej wojnie, Piemont niechętnie zaangażował się w działaniach po stronie Francji, choć początkowo unikał pełnej deklaracji wojny; w związku z tym, że Tomasz teoretycznie walczył przeciwko swojej ojczyźnie.)
W 1636 roku kardynał-infant Ferdynand zorganizował wspólną hiszpańsko-imperialną armię celem inwazji na Francję od strony hiszpańskich Niderlandów, którą Tomasz początkowo dowodził, choć Ferdynand wkrótce przejął naczelne dowództwo. Inwazja początkowo była bardzo udana, i wydawało się, że jest zdolna dotrzeć do Paryża, gdzie wybuchła wielka panika; i gdyby Ferdynand i Tomasz działali z większym zdecydowaniem, mogli zakończyć wojnę w tym momencie, ale oboje czuli, że pochód na Paryż był zbyt ryzykowny, więc zatrzymali ofensywę. Później w kampanii, Tomasz miał problemy z imperialnym generałem Ottavio Piccolomini, który nie chciał przyjmować rozkazów od księcia, jako hiszpańskiego dowódcy, twierdząc, że jego imperialne wojska były niezależną siłą. Działania wojenne Tomasza w 1637 roku nie zostały spisane, ale w tym roku, kiedy jego szwagier Soissons uciekł z Francji po jego nieudanym spisku przeciwko kardynałowi Richelieu, działał jako pośrednik między Soissons i Hiszpanami w negocjacjach, które doprowadziły do formalnego sojuszu między hrabią i Filipem IV Hiszpańskim, zawartej 28 czerwca 1637 – choć w ciągu miesiąca Soissons pojednał się z Francją! W 1638 roku, Tomasz służył w hiszpańskiej Flandrii, przyczyniając się do obrony miasta-twierdzy Saint-Omer przeciwko francuskiemu oblężeniu; w połowie czerwca, udało mu się uzyskać posiłki, a reszta jego małej armii okopała się około 15 km na północny zachód w Ruminghem, naprzeciwko armii francuskiej dowodzonej przez Jacques-Nompar de Comon, księcia de la Force w Zouafques; po uzyskaniu imperialnych posiłków pod dowództwem Ottavio Piccolomini, ruszył, aby zaatakować La Force i poniósł porażkę tracąc 2000 żołnierzy zabitych lub wziętych do niewoli (działanie na Zouafques, dokładna data nie jest znana, ale w przybliżeniu 21 czerwca). Jednak potem pomaszerował z resztą  swoich wojsk przeciwko trwającemu francuskiemu oblężeniu Saint-Omere, gdzie wprowadził dodatkowe posiłki, a potem ufortyfikował swoje pozycje w pobliżu miasta tak bardzo, że Francuzi uznali za niemożliwe kontynuować oblężenie i odstąpili. Tomasz i Piccolimini później zajęli pozycje tak blisko La Force, że Francuzi nie mogli podjąć żadnych poważnych operacji

### Piemoncka Wojna Domowa
Po staraniu się o hiszpańska pomoc w końcu 1638 roku do akcji przeciwko regentce Krystynie Marii, Madame Royale, Tomasz udał się do hiszpańskiego Mediolanu na początku 1639, i wraz z hiszpańskimi wojskami zaatakowały Piemont, gdzie wiele miast powitało go. Zdobył Turyn przez podstęp, ale Francuzi nadal kontrolowali jego cytadelę. W 1640 roku trzymał miasto, w wielopoziomowym oblężeniu. Po wielokrotnych rundach negocjacji z regentką i Francuzami, Tomasz zawarł pokój z obydwoma w pierwszej połowie 1642, i bezczelnie przeszedł na drugą stronę i zaczął walczyć z Francuzami przeciwko Hiszpanom.

### Służba Francji
W kampaniach do końca 1642 i w części 1643, Tomasz dowodził siłami Piemonckimi, walczącymi po stronie Francji pod Henrykiem II Orleańskim, księciem Longueville przeciwko Hiszpanom, zwykle wzdłuż granicy Piemontu z Mediolanem; gdy Longueville został odwołany do kraju, Tomasz zmienił go jako głównodowodzący sojuszników, z Turenne, jako zastępcą. (Tomasz otrzymał naczelne dowództwo, tylko z powodu, swego urodzenia; inny francuski generał, Du Plessis Praslin, zauważył kilka lat później, że francuscy marszałkowie mogą służyć tylko pod kimś, kto stał wyżej od ich w drabinie społecznej i Tomasz, z jego więzami krwi z francuską i hiszpańską rodziną królewską, był jedynym kandydatem) Do końca lata, obaj Tomasz i Turenne byli poważnie chorzy i Du Plessis-Praslin przejął tymczasowo dowództwo. Tomasz kierował sojuszniczą armią jeszcze w 1644 roku, zdobywając Santya i Asti; próbował również zdobyć Finale Ligure, ale zrezygnował z tej próby, najwyraźniej dlatego, że bał się, że ten cenny port trafi w końcu pod kontrolę Francji, a nie Piemontu. W 1645 roku, teraz dowodząc z Du Plessis Praslin, zdobył Vigevano, i odparł hiszpańską próbę zablokowania jego odwrotu nad rzeką Mora, gdzie był najbliżej sukcesu w polu. W 1646 roku Tomasz został mianowany dowódcą francuskiej wyprawy wysłanej na południe, aby zdobyć Toskańskie twierdze, następnie zaś pójść dalej na południe, do Neapolu, wyrzucić Hiszpanów, i samemu zasiąć na tronie królestwa; ale wyprawy ruszyły za późno, i kiedy on oblegał Orbetello, wspierająca francuska flota została pokonana przez hiszpanów, przez co został zmuszony odstąpić od oblężenia i poprowadzić ciężki odwrót, który wykonał tak źle, że kardynał Mazarin, później gardził jego zdolnościami dowódczymi, uważając go za niekompetentnego, i odmówił wyznaczenia go na wyprawę, którą Francja wysłała do wsparcia powstania w Neapolu pod koniec 1647 (to nie przeszkodziło Mazarin w rozpatrywaniu go jako potencjalnego francuskiego kandydata na króla Neapolu, chociaż Paryż tak wolno podejmował decyzję, że zamiast niego Neapolitańczycy wybrali Henryk II, księcia de Guise). W kampanii 1647, Tomasz jest wspomniany jako dowódca wraz z francuskim generałem w armii wysłanej poprzez północ Włoch, aby współdziałać z księciem Modeny Franciszkiem I d’Este, który właśnie przystąpił do sojuszu z Francją i otworzył „drugi front” przeciwko Hiszpanom w Mediolanie, choć Mazarin przyznał, że wyznaczył on Tomasza tylko dlatego, że bał się, że jeśli zostawi go w Piemoncie, niespokojny duchem książę może spowodować więcej problemów. Wiosną 1648 był jednak z powrotem w Piemoncie, walcząć na granicy Piemontu i Mediolanu, aby odwrócić uwagę hiszpanów od Modeny; latem został postawiony na czele armii wysłanej na pokładach okrętów do Neapolu – powstanie Neapolitańskie do tego czasu już upadło, więc wyprawa nie znalazł wsparcia, gdy wylądowała i po kilku bezcelowych działaniach znowu zaokrętowała się – totalna porażka (niektóre szczegóły w powstaniu Neapolitańskim). Po powrocie z francuską flotą, Tomasz został zatrzymany w Prowansji i nie mógł dołączyć do wielkiego oblężenia Cremony, gdzie był oczekiwany.
Podczas jego nieobecności, regentka Krystyna zdobyła kontrolę nad twierdzami przyznanymi Tomaszowi jako część rozliczenia Piemonckiej Wojny Domowej (prawnie, wróciły pod książęcą kontrolę, gdy książę osiągnął wiek, który według Piemockiego prawa Karol Emanuel uzyskał w 1648 roku, chociaż jego matka nadal kontrolowała rząd; Krystyna, w towarzystwie swego syna i części książęcej armii, weszła do Ivrea i zwolniła osobisty garnizon Tomasza; w zamian powołała Tomasza, jako gubernatora Asti i Alba, pozycje, które złagodziły uderzenie, ale które były pod całkowitą kontrolą książęcą, nie zagwarantowane przez traktat. Gdy wrócił do Piemontu, Tomasz nie miał żadnego wyboru, jak tylko przyjąć fakty dokonane, a wkrótce potem wyjechał na stałe do Paryża.
Podczas Frondy, Tomasz był ściśle związany z kardynałem Mazarin, który, choć był w rzeczywistości premierem Francji, był tak jak on włoskim outsiderem na francuskim dworze. Na początku lat 1650-tych, Tomasz był postrzegany jako ważny członek partii Mazarin, ściśle powiązany z kardynałem, regularnie widzianym na spotkaniach z nim, i aktywny w jego wspieraniu. W 1651 roku, kiedy Mazarin zmuszony został do udania się na wygnanie, książę czasowo został powołany na radcę króla, i ówczesna księżna Nemours opisał go (trzeba przyznać, bardzo złośliwie) jako 'premiera, nie zdającego sobie z tego sprawy'; pojawiły się przypuszczenia, że przeciwnicy Mazarin na dworze wypromowali go jako przeciwnika kardynała i królowej, ale to mało prawdopodobne, tym bardziej, że Mazarin sam ponaglał Królową do pójścia za poradami Tomasza, i jest bardziej prawdopodobne, że Mazarin wspierał księcia, jak ktoś, kto będzie trzymać rywali pod kontrola w czasie jego nieobecności, ale nigdy nie będzie mieć takiego status we Francji, aby stać się stałym następcą kardynała. Kiedy Mazarin wrócił ze swojego drugiego i ostatniego wygnania w lutym 1653, Tomasz, który towarzyszył dworowi w Saint-Denis, aby powitać kardynała w domu, jeszcze raz stał się osobą bez znaczenia – w analizie osób bliskich Mazarin w tym czasie, wykonanej przez późniejszego historyka Chéruel nie został wspomniany. W styczniu 1654 roku, kiedy to liderowi buntowników Ludwikowi II Burbon, księciu Conde zostały odebrane ostatnie z ceremonialnych tytułów, książę Tomasz został Grand Maitre Francji.
Francusko-hiszpańska wojna trwała w Północnych Włoszech, i w końcu 1654, zwiększająca się niechęć Piemontczyków do ówczesnego francuskiego wodza Granceya doprowadziła do poszukiwania nowego dowódcy sojuszników; Francuzi woleliby, wysłać księcia Yorku (późniejszy król Jakub II), ale on też był nie do przyjęcia dla Turynu, tak więc Tomasz został mianowany jako współ-dowodzący, choć jego żona została zatrzymana we Francji prawie jako zakładniczka gwarantująca jego wierność. W dniu 16 grudnia 1654 roku przybył do Turynu na uroczyste powitanie przez francuskie wojska i nieoczekiwanie serdeczne przyjęcie przez Karola Emanuela. W dniu 4 kwietnia 1655, Tomasz Franciszek nakazał Waldensom, albo uczestniczyć w mszy lub usunąć się w górę dolin, dając im dwadzieścia dni na to, aby sprzedali swoje ziemie. Książę sabaudzki wysłał armię i 24 kwietnia, o 4 rano dano sygnał do powszechnej rzezi, tak okrutnej, że wywołała oburzenie w całej Europie. Oliver Cromwell rozpoczął wnosić petycje w imieniu Vaudois, a John Milton napisał swój słynny wiersz „O Ostatniej Rzezi w Piemoncie”. W kampanii 1655, Tomasz stanął na czele inwazji na księstwo Mediolanu, choć był już chory na malarię, i obległ Pawię, gdzie atak poszedł tak źle, że był zmuszony opuścić chorobowe łoże, aby przejąć bezpośrednie dowodzenie, ale nawet wówczas oblężenie musiało zostać zakończone po prawie dwóch miesiącach bezowocnych wysiłków.

## Śmierć
Po kampanii 1655 roku Tomasz wrócił do Turynu, gdzie zmarł w styczniu następnego roku; sugestia Spanheima, że zmarł w czasie oblężenia Pawii, nie znajduje oparcia w źródłach – malaria, częsty probleme na bagnach doliny rzeki Po, zabrała go, tak jak zabrała jego następcę na stanowisku dowódcy sojuszu, Franciszka I d’Este.

## Rodzina
Tomasz i Maria Burbon mieli siedmioro dzieci, które przeżyły dzieciństwo (włoskie imiona w nawiasach):
Linia Carignano
- Księżniczka Krystyna Karolina Sabaudzka (urodziła się i zmarła w 1626 roku)
- Księżniczka Ludwika Krystyna Sabaudzka (1627-1689), wyszła za mąż w 1654 r. Ferdynand Maksymilian Baden-Baden (1625-1669)
- Książę Emmanuel Filibert Amadeusz Sabaudzki (Emanuele Filiberto Amedeo) (1628-1709), 2. książę Carignan, mieszkał we Włoszech, zostając gubernatorem Ivrea w 1644 roku, i w Asti w 1663 roku. W 1684 roku ożenił się w Racconigi, z księżniczką Angeliką Katarzyną Este (1656-1722), wnuczką Cezara I Este, księcia Modeny. Ponieważ był głuchoniemy, małżeństwo stanowiło wstrząs dla jego matki, rozwścieczyło jego bratową Olimpię Mancini, zniszczyło perspektywy dziedziczenia jego francuski siostrzeńców i siostrzenic, i tak obraziło Ludwika XIV, że Franciszek II, książę Modeny poczuł się zmuszony wygnać ze swoich posiadłości powinowatego panny młodej, który występował jako pośrednik pary młodych[1][12]
- Książę Amadeusz Sabaudzki (1629 – zmarł młody)
- Książę Józef-Emanuel (1631-1656), hrabia Soissons
- Książę Ferdynand Sabaudzki (1637)
- Książę Eugeniusz Maurycy Sabaudzki (1635-1673), hrabia Soissons i Dreux, ożenił się z Olimpią Mancini

## Tytuły i ordery
- Książę Carignano, markiz Salussola, markiz Busca i Châtellard, hrabia Racconigi i Villafranca
- Grand Maitre (1654)
- Najwyższy Order Zwiastowania Najświętszej Marii Panny (Order Annuncjaty) od 1618[13]

## Rodowód
| Tomasz Franciszek Sabaudzki | Ojciec: Karol Emanuel I Sabaudzki       | Dziadek po mieczu: Emanuel Filibert I Sabaudzki | Pradziadek po mieczu: Karol III Sabaudzki    | Prapradziadek po mieczu: Filip II Sabaudzki             |
| Tomasz Franciszek Sabaudzki | Ojciec: Karol Emanuel I Sabaudzki       | Dziadek po mieczu: Emanuel Filibert I Sabaudzki | Pradziadek po mieczu: Karol III Sabaudzki    | Praprababka po mieczu: Klaudia Bretońska                |
| Tomasz Franciszek Sabaudzki | Ojciec: Karol Emanuel I Sabaudzki       | Dziadek po mieczu: Emanuel Filibert I Sabaudzki | Prababka po mieczu: Beatrycze Aviz           | Prapradziadek po mieczu: Manuel I Portugalski           |
| Tomasz Franciszek Sabaudzki | Ojciec: Karol Emanuel I Sabaudzki       | Dziadek po mieczu: Emanuel Filibert I Sabaudzki | Prababka po mieczu: Beatrycze Aviz           | Praprababka po mieczu: Maria Aragońska                  |
| Tomasz Franciszek Sabaudzki | Ojciec: Karol Emanuel I Sabaudzki       | Babka po mieczu: Małgorzata Walezjuszka         | Pradziadek po mieczu: Franciszek I Walezjusz | Prapradziadek po mieczu: Karol Walezjusz-Angoulême      |
| Tomasz Franciszek Sabaudzki | Ojciec: Karol Emanuel I Sabaudzki       | Babka po mieczu: Małgorzata Walezjuszka         | Pradziadek po mieczu: Franciszek I Walezjusz | Praprababka po mieczu: Ludwika Sabaudzka                |
| Tomasz Franciszek Sabaudzki | Ojciec: Karol Emanuel I Sabaudzki       | Babka po mieczu: Małgorzata Walezjuszka         | Prababka po mieczu: Klaudia Walezjuszka      | Prapradziadek po mieczu: Ludwik XII Francuski           |
| Tomasz Franciszek Sabaudzki | Ojciec: Karol Emanuel I Sabaudzki       | Babka po mieczu: Małgorzata Walezjuszka         | Prababka po mieczu: Klaudia Walezjuszka      | Praprababka po mieczu: Anna Bretońska                   |
| Tomasz Franciszek Sabaudzki | Matka: Katarzyna Michalina Habsburżanka | Dziadek po kądzieli: Filip II Habsburg          | Pradziadek po kądzieli: Karol V Habsburg     | Prapradziadek po kądzieli: Filip I Habsburg             |
| Tomasz Franciszek Sabaudzki | Matka: Katarzyna Michalina Habsburżanka | Dziadek po kądzieli: Filip II Habsburg          | Pradziadek po kądzieli: Karol V Habsburg     | Praprababka po kądzieli: Joanna Kastylijska             |
| Tomasz Franciszek Sabaudzki | Matka: Katarzyna Michalina Habsburżanka | Dziadek po kądzieli: Filip II Habsburg          | Prababka po kądzieli: Izabela Portugalska    | Prapradziadek po kądzieli: Manuel I Portugalski         |
| Tomasz Franciszek Sabaudzki | Matka: Katarzyna Michalina Habsburżanka | Dziadek po kądzieli: Filip II Habsburg          | Prababka po kądzieli: Izabela Portugalska    | Praprababka po kądzieli: Maria Aragońska                |
| Tomasz Franciszek Sabaudzki | Matka: Katarzyna Michalina Habsburżanka | Babka po kądzieli: Elżbieta Walezjuszka         | Pradziadek po kądzieli: Henryk II Walezjusz  | Prapradziadek po kądzieli Franciszek I Walezjusz        |
| Tomasz Franciszek Sabaudzki | Matka: Katarzyna Michalina Habsburżanka | Babka po kądzieli: Elżbieta Walezjuszka         | Pradziadek po kądzieli: Henryk II Walezjusz  | Praprababka po kądzieli Klaudia Walezjuszka             |
| Tomasz Franciszek Sabaudzki | Matka: Katarzyna Michalina Habsburżanka | Babka po kądzieli: Elżbieta Walezjuszka         | Prababka po kądzieli: Katarzyna Medycejska   | Prapradziadek po kądzieli Wawrzyniec II Medyceusz       |
| Tomasz Franciszek Sabaudzki | Matka: Katarzyna Michalina Habsburżanka | Babka po kądzieli: Elżbieta Walezjuszka         | Prababka po kądzieli: Katarzyna Medycejska   | Praprababka po kądzieli: Magdalena z la Tour z Auvergne |